# Stangerochampsa
Stangerochampsa — вимерлий рід глобідонтанових алігатороїдів, можливо, алігаторин чи стебловий кайман, з пізньої крейди Альберти. Він заснований на RTMP.86.61.1, черепі, частково нижніх щелепах і частково посткраніальному скелеті, виявлених у пізньому кампанському – ранньому маастрихтському періоді у формації Підковоподібний каньйон. Stangerochampsa була описана в 1996 році Ву та його колегами. Типовим видом є S. mccabei. Родова назва вшановує родину Стангерів, власників ранчо, де було знайдено зразок, а назва виду вшановує Джеймса Росса Маккейба, який виявив, зібрав і підготував його. Stangerochampsa описується як «малий чи середній». Довжина черепа цього типу від кінчика морди до потиличного виростка становить 20,03 см, а максимальна ширина — 13,0 см, тоді як довжина стегнової кістки — 14,2 см. Він мав гетеродонтний ряд із великими дробильними зубами на задній частині щелеп.